# Planaltina (District fédéral)
Planaltina est une région administrative du District fédéral au Brésil.